# Strombinoturris
Strombinoturris é um gênero de gastrópodes pertencente a família Clathurellidae.

## Espécies
- Strombinoturris crockeri Hertlein & Strong, 1951